# Cartoonito (América Latina)
Cartoonito é um canal de televisão por assinatura voltado para o público pré-escolar, pertencente a Warner Bros. Discovery, a mesma que programa o Cartoon Network e o Discovery Kids. Estreou em 2 de julho de 2001 como Boomerang, sendo renomeado para o atual nome em 1 de dezembro de 2021.

## História

### Boomerang (2001-2021)

#### Fundação e desenvolvimento do canal focado aos clássicos (2001-2008)

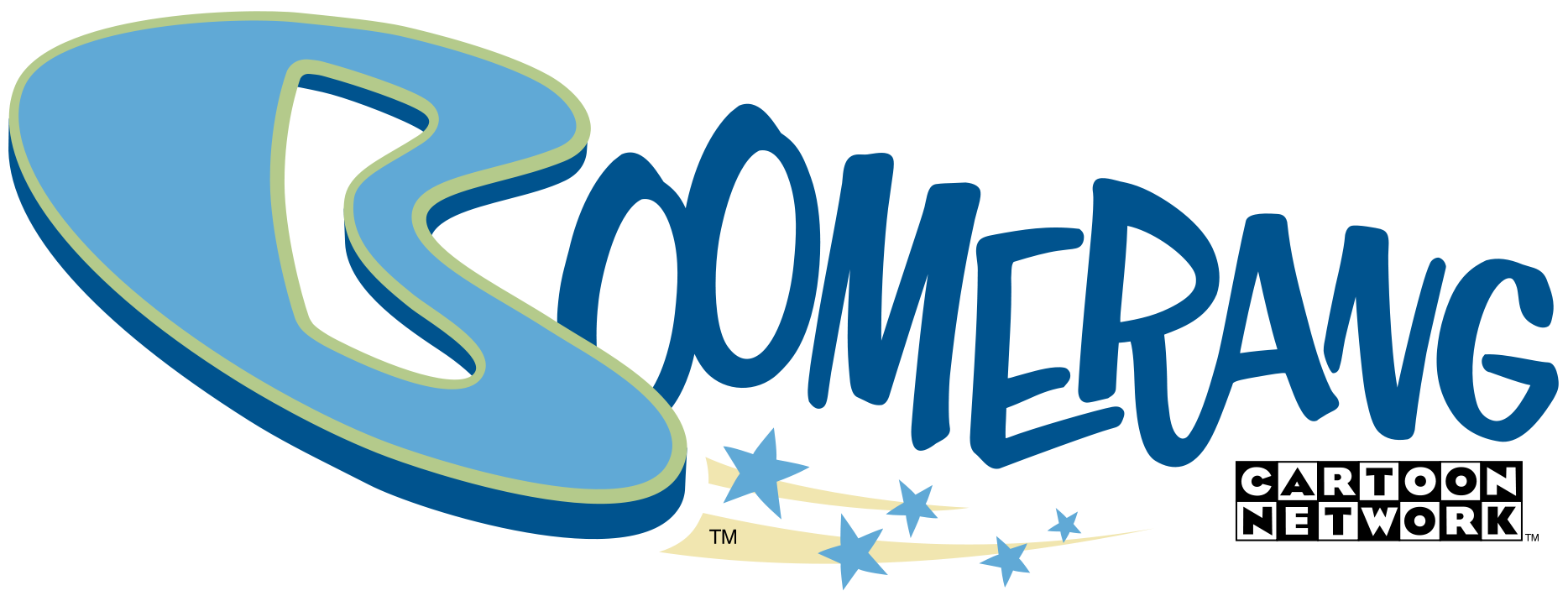
Primeiro logo do canal, utilizado entre 2001 e 2006

Variação do logo original, utilizada em vinhetas promocionais

Antes de 2001, a palavra Boomerang somente fazia referência a uma arma que tinha capacidade de voltar ao seu ponto de partida com o vento. Porém, com o nascimento deste canal, a expressão se transformou em sinônimo de infância de muitos. O Boomerang surgiu como um bloco de programação do Cartoon Network em 1992, até ser lançado como canal no novo milênio.
Tanto o Boomerang quanto o Cartoon Network, são pertencentes à Turner Broadcasting System, mas assim como todo o acervo da Hanna-Barbera, é da propriedade da Turner. Ambos os canais tem direito a exibir os desenhos da "HB".
Há mais de uma década, Ted Turner (o proprietário da Turner) comprou uma empresa que já tinha adquirido os direitos autorais da Hanna-Barbera. Assim, passou a ter material suficiente para montar um canal somente de desenhos. Anteriormente, Turner possuía os desenhos da Era de Ouro da animação americana da MGM (Tom e Jerry, criados por William Hanna e Joseph Barbera,  Droopy, criado por Tex Avery, Happy Harmonies, Barney Bear e etc), Paramount Pictures (Popeye, adaptação da tira de jornal criada por E. C. Segar para a King Features Syndicate por Fleischer Studios e Famous Studios) e Warner Bros. Cartoons (Looney Tunes e Merrie Melodies, pré-1948), além dos desenhos dos estúdios Ruby-Spears, entre outros.
Com todo o acervo, o Cartoon Network foi lançado na América Latina em 30 de abril de 1993. No início, o canal já começou fazendo sucesso com os clássicos. Estimulando o canal a produzir Space Ghost de Costa a Costa e Desenhos Incríveis: o Show (renomeado depois como Cartoon Cartoons), e com a fusão da Turner com a Time Warner em 1996, o canal passa também a contar com o restante do acervo da Warner Bros.
Com isso, desenhos como Os Impossíveis, Os Mussarelas, Josie e as Gatinhas, Dom Pixote, Manda-Chuva, Zé Colmeia, Fantasminha Legal, Os Tremendões, a Turma da Gatolândia, Os Super-Globetrotters, Charlie Chan foram exibidos pelo canal, mas acabaram dando lugar às novas produções. Restaram apenas as produções mais populares, como Os Jetsons, Os Flintstones, Scooby-Doo e os Looney Tunes.
Todo esse enorme acervo parado deu condições para a criação de um novo canal, que entrou no ar em 2 de julho de 2001: o Boomerang.
O canal foi assim batizado, pelos desenhos que compõem a programação terem sido produzidos na época do "baby boom" - isto é, nos anos 60, houve um alto índice de nascimentos. Essas crianças dos anos 60 e 70, em tese, eram o público-alvo do canal.
A programação do Boomerang, em seus primeiros anos, foi marcada pelo excesso de reprises, e exibiu praticamente apenas desenhos dos estúdios Hanna-Barbera, como Zé Colmeia, Pepe Legal, Os Flintstones, Os Jetsons, Corrida Maluca, Gatolândia, Laboratório Submarino, Devlin, o Motoqueiro, Tartaruga Touché, Grande Polegar, Detetive Particular, entre tantos outros. A dublagem sempre foi 100% em português e geralmente, eram as originais brasileiras.

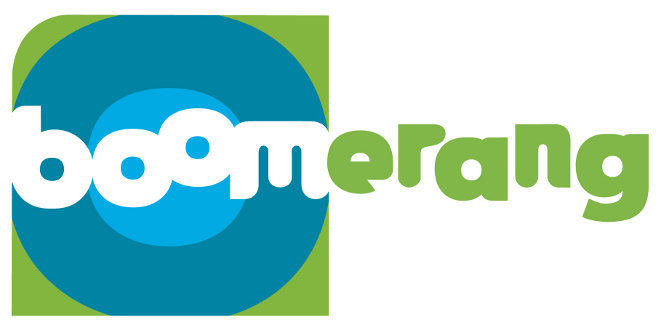
Logo utilizado entre 2006 e 2008

O canal era especializado na exibição de desenhos clássicos e sua programação consistia em desenhos dos arquivos da Hanna-Barbera e Warner Bros.. Em 2005, as reprises diminuíram, sensivelmente, na programação, e chegavam desenhos de outros estúdios, como MGM e Filmation. Entre as produções japonesas, estavam Speed Racer e Kimba, o Leão Branco.
No dia 3 de abril de 2006, a versão latino-americana do canal passou por uma reformulação, apresentando desenhos clássicos apenas nas madrugadas, como: A Formiga Atômica, Zé Colmeia, A Pantera Cor-de-Rosa e Os Flintstones. Ao longo do dia, os outros dois desenhos participavam da programação, tais como O Mundo de Beakman e As Aventuras de Jackie Chan.

#### 1.º relançamento do canal focado aos adolescentes (2008-2014)
Em 2 de janeiro de 2008, o Boomerang retirou definitivamente os desenhos clássicos e infantis da grade de programação. Com as alterações drásticas, passou a transmitir novelas, seriados e filmes "teens". Ganhou um novo slogan, "Boomerang, seu espaço", e passou a focar no público adolescente entre 12 e 16 anos, principalmente feminino.

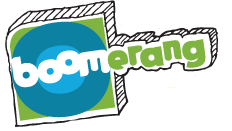
Logo utilizado entre 2008 e 2010

No Brasil, o canal também exibiu séries inéditas em sua programação, tais como: Darcy's Wild Life, Scout's Safari, Galera do Surfe, What I Like About You, H2O: Just Add Water, entre outros. Boomerang também exibiu séries de maior sucesso nos Estados Unidos, como Pretty Little Liars, The Lying Game e The Carrie Diaries.

#### 2.º relançamento do canal para crianças e famílias (2014-2021)
Em 4 de fevereiro de 2014, a Turner anunciou em um rebrand que o canal seria reformulado a nível global, atingindo todos os treze sinais do Boomerang pelo mundo, a fim de que todos sejam focados em "programação-família", com uma programação apenas composta por desenhos animados clássicos e recentes. A partir do mesmo mês, o canal voltou a transmitir as animações como: As Meninas Superpoderosas, Sítio do Picapau Amarelo e Três Espiãs Demais.

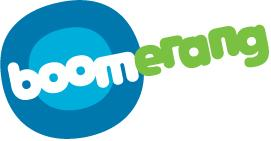
Logo utilizado entre 1 de outubro de 2010 e 28 de setembro de 2014

Desde o dia 28 de setembro, na América Latina, foi realizado um rebrand com um novo slogan: "Novo Boomerang", deixando completamente as séries para adolescentes e foco em animações e programação para toda a família de lado, e contando com desenhos animados, programação pré-escolar (como a que tinha entre 2006 e 2008) e desenhos que se tornaram clássicos, como Tom & Jerry, Scooby-Doo e Looney Tunes, além das séries Chaves e Chapolin.

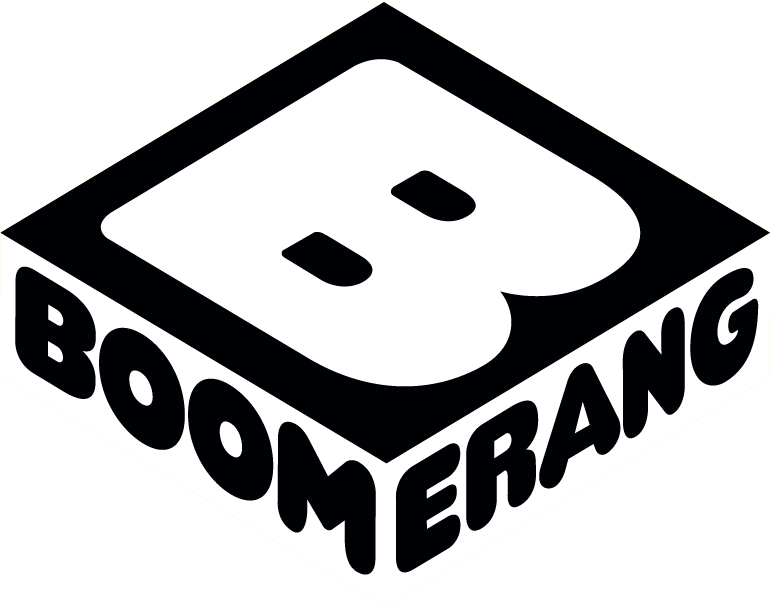
Último logotipo do Boomerang, usado entre 2014 e 2021

Para promover ainda mais o novo Boomerang, cujo rebrand aconteceu no mês de outubro. Um novo bloco tinha chegado a programação do Cartoon Network. Trata-se do Clube Boomerang, que como o próprio nome já diz, iria trazer alguns dos programas do novo canal dentro do Cartoon Network. Ía ao ar todos os domingos, das 8h até 9h da Manhã.

### Cartoonito (2021-presente)
Em 29 de outubro de 2021, clientes da Sky Brasil receberam a informação de que o Boomerang passaria a se chamar Cartoonito, que é o mesmo nome do bloco de programação da versão americana do Cartoon Network e uma marca da plataforma de streaming HBO Max, cuja programação é totalmente focada no público pré-escolar. A mudança passou a valer no dia 1.° de dezembro.
Posteriormente, a empresa de telecomunicações argentina Telered comunicou a mudança para o resto do continente.

## Saídas doline-upda SKY
Em 13 de março de 2013, o canal saiu do ar para dar lugar ao TBS, mas voltou a Sky Brasil no dia 15 de novembro de 2014, substituindo o Glitz*.
Em 29 de setembro de 2016, a Sky Brasil, mais uma vez, retirou o canal de seu line-up para substituí-lo pelo canal EI Maxx. O fato causou indignação por parte dos assinantes da operadora.
Em 28 de abril de 2017, o canal voltou a SKY apenas em HD, no canal 461.